# Bud Freeman
Lawrence Freeman, ps. „Bud”, „The Eel” (ur. 13 kwietnia 1906 w Chicago, zm. 15 marca 1991 tamże) – amerykański muzyk jazzowy, saksofonista, kompozytor i bandlider. Przedstawiciel stylu chicagowskiego. Wraz z Colemanem Hawkinsem jeden z pionierów saksofonu tenorowego w jazzie.

## Życiorys
Od dzieciństwa nazywano go: „Bud”. W 1922 razem z czwórką kolegów ze szkoły średniej założył zespół The Austin High School Gang. Sześciu nastolatków: on oraz Jim Lanigan (fortepian), bracia Jimmy (kornet) i Richard (banjo, gitara) McPartlandowie, Frank Teschemacher (saksofon altowy) i Dave Tough (perkusja), który dołączył do składu nieco później, pozostawało wówczas pod wpływem muzyki takich wykonawców jak The Original Dixieland Jazz Band, The New Orleans Rhythm Kings oraz Joe „King” Oliver. Początkowo grał na popularnym wówczas saksofonie typu C melody, który w 1924 zamienił na tenorowy.
W 1927 przeniósł się do Nowego Jorku, gdzie pracował jako sideman z zespołami Reda Nicholsa, Rogera Wolfe Kahna, Bena Pollacka i Joe Venutiego. W 1933 zwrócił na siebie uwagę rozbudowanym solem w kompozycji The Eel, zarejestrowanej z grupą gitarzysty Eddiego Condona. Dzięki niemu oraz długim improwizacjom tytuł owego utworu stał się również jego przydomkiem. W latach 1936–1938 grał w orkiestrze Tommy’ego Dorseya i big-bandzie „Króla Swingu” Benny’ego Goodmana. W 1939 sformował The Summa Cum Laude Orchestra i prowadził ją do 1940. Potem wstąpił do U.S. Army. W jej szeregach podczas II wojny światowej prowadził orkiestrę na Wyspach Aleuckich. Po przeniesieniu do Europy został przydzielony do USO Camp Shows. Podczas polowych występów artystycznych dla żołnierzy grał muzykę dixielandową w zespole swojego długoletniego przyjaciela i współpracownika – Jimmy’ego McPartlanda.
W 1945 został zwolniony z wojska i powrócił do Nowego Jorku. Przez następne dziesięć lat prowadził własne zespoły (m.in. reaktywował The Summa Cum Laude Orchestra) oraz współpracował w różnych konfiguracjach z tak znanymi muzykami, jak Eddie Condon, trębacze Buck Clayton, Ruby Braff i Muggsy Spanier, puzonista Vic Dickenson i perkusista Jo Jones. Nagrywał również płyty. W 1960 napisał libretto i teksty piosenek do wystawianego na Broadwayu musicalu Beg, Borrow or Steal. W repertuarze przedstawienia znalazła się także skomponowana przez niego ballada Zen Is When, którą później nagrał pianista Dave Brubeck. W latach 1968–1974 występował w gwiazdorskiej The World’s Greatest Jazz Band. Był anglofilem i to do pewnego stopnia skłoniło go do przeprowadzki w 1974 do Wielkiej Brytanii, gdzie koncertował i nagrywał. Do końca dekady mieszkał w Londynie. W 1980 powrócił do rodzinnego Chicago. Przez następne lata nadal pracował, ale już w ograniczonym wymiarze czasowym.
Oprócz muzyki w wolnym czasie zajmował się także pisarstwem. Był autorem dwóch tomów wspomnień: You Don't Look Like a Musician (1974) i If You Know of a Better Life, Please Tell Me (1976). Przy współpracy Roberta Wolfa napisał również autobiografię, zatytułowaną Crazeology (1989).
Zmarł w domu opieki The Warren Barr Pavilion w Chicago. Miał 84. lata. Został pochowany na miejscowym cmentarzu Graceland.

## Wybrana dyskografia

### Jako lider lub współlider
- 1953 Bud Freeman and the Summa Cum Laude Orchestra/Joe Marsala and His Orchestra ‎– Battle Of Jazz, Volume 1 (Brunswick)
- 1954
  - Comes Jazz (Columbia)
  - Bud Freeman and the Chicagoans (Paramount Records)
- 1955
  - Test of Time (Bethlehem)
  - Bud Freeman – Classics in Jazz (Capitol)
  - Midnight at Eddie Condon’s with Bud Freeman’s All Star Orchestra (EmArcy)
  - Bud Freeman and His Famous Chicagoans – Jazz: Chicago Style (Columbia)
- 1957
  - Bud Freeman All Star Jazz (Harmony Records)
  - The Bud Freeman Group (Stere-O-Craft)
- 1958
  - Chicago/Austin High School Jazz in Hi-Fi (RCA Victor)
  - Bud Freeman and His Summa Cum Laude Trio (Dot Records)
- 1959 Dixieland U.S.A. – Arnell Shaw–Pee Wee Russell–Buck Clayton–Vic Dickenson–Bud Freeman–Jo Jones–Lou Carter (Promenade)
- 1960
  - The Bud Freeman All-Stars Featuring Shorty Baker ((Swingville)
  - Midnight Session – Mary Mulligan–Bud Freeman (Dot Records)
  - Bud Freeman–Shorty Baker All-Stars – Summer Concert 1960 (Jazz Archives)
- 1962 Something to Remember You By (Black Lion Records)
- 1963 Something Tender – Bud Freeman and Two Guitars (United Artists)
- 1969 The Compleat Bud Freeman (Monmouth Evergreen)
- 1971 Chicago (Black Lion)
- 1975 The Joy of Sax (Chiaroscuro Records)
- 1976
  - Song of the Tenor (Philips)
  - Bud Meets Buddy – Bud Freeman and Buddy Tate (RIFF Records)
- 1978 Live in Haarlem – Bud Freeman and the Cees Slinger Trio (Cat)
- 1981 Jazz Meeting in Holland – Bud Freeman–Jimmy McPartland–Ted Easton’s Jazzband (Circle Records)
- 1984 The Real Bud Freeman 1984 – The Bud Freeman Quintet (Principally Jazz Productions Inc.)
- 1994 Superbud – Bud Freeman and the Keith Ingham Trio (Jazzology Records)
- 1997 California Session (Jazzology)

### Jako sideman
Z Rexem Stewartem i „Cootiem” Williamsem
- 1957 Cootie  & Rex – The Big Challenge (Jazztone)

Z George’em Weinem
- 1960 Newport Jazz Festival All Stars – Buck Clayton–Pee Wee Russell–Vic Dickenson–George Wein–Champ Jones–Jake Hanna (Atlantic)
- 1962 George Wein & The Newport All-Stars (Impulse! Records)

Zestawienie wg dat wydania płyt

## Upamiętnienie
W 1992 został wprowadzony do Panteonu Sław Big–bandów i Jazzu (The Big Band and Jazz Hall of Fame).